# Sophie Reine
Pour les articles homonymes, voir Reine (homonymie).
 (mars 2010).
Si vous disposez d'ouvrages ou d'articles de référence ou si vous connaissez des sites web de qualité traitant du thème abordé ici, merci de compléter l'article en donnant les références utiles à sa vérifiabilité et en les liant à la section « Notes et références ».
Sophie Reine, née à Paris le 1er juillet 1972, est une monteuse, scénariste et réalisatrice française.

## Biographie
Sophie Reine est née à Paris dans les années 1970. Elle découvre le cinéma à travers le montage à l'âge de 16 ans, lors d'une rencontre avec Geneviève Vaury[Qui ?]. Elle obtient son bac et intègre l'ESRA, puis Paris 8, et cherche des stages.

## Formation
Sophie Reine effectue son premier stage sur Travolta et moi de Patricia Mazuy, monté par Bénédicte Brunet, un film appartenant à la collection Tous les garçons et les filles de leur âge, produite par Arte.
Elle travaille avec Hervé Schneid sur A la campagne de Manuel Poirier. Elle devient assistante monteuse auprès de Martine Giordano et collabore sur plusieurs films d'André Téchiné : Alice et martin, avec Juliette Binoche, et les Voleurs, avec Catherine Deneuve et Daniel Auteuil. Elle se forme au montage son et au travail musical sur le documentaire Made in the USA de Sólveig Anspach.
Elle réalise son premier montage de long métrage avec La Chatte à deux têtes de Jacques Nolot, sous la supervision de Martine Giordano. Elle poursuit sa collaboration avec Jacques Nolot sur son film Avant que j'oublie.
Elle étudie la structure de scénario lors d'ateliers d'écriture (l'école de l'image Gobelins de Paris) et de master class (John Truby et Robert Mckee).

## Carrière professionnelle
Elle fait le montage de plusieurs genres : films d’auteur (La Chatte à deux têtes de Jacques Nolot, Une femme du monde de Cécile Ducrocq), comédies (J'ai toujours rêvé d'être un gangster, de Samuel Benchetrit), biopic (Suprêmes, d’Audrey Estrougo), film d'animation (La fameuse invasion des ours en Sicile, de Lorenzo Mattotti, Conversation animée avec Noam Chomsky, de Michel Gondry), western kurde (My Sweet Pepper Land de Hiner Saleem, Frankie de Ira Sachs), épisodes 7 et 8  (réalisés par Alan Poul) de la série The Eddy de Damien Chazelle pour Netflix.
Elle obtient le César du meilleur montage en 2009 pour Le Premier Jour du reste de ta vie de Rémi Bezançon, avec qui elle avait collaboré sur Ma vie en l'air. En 2011, elle retrouve ce réalisateur pour l'adaptation cinématographique de Un heureux événement, roman éponyme d’Éliette Abécassis ; elle monte Le dessin animé Zarafa, produit par Prima Linea, qui sort en salles en 2012, 4ème collaboration du duo.
Soutenue par la productrice Isabelle Grellat (Mandarin Cinéma), elle réalise un court-métrage Jeanine ou mes parents n'ont rien d'exceptionnel, diffusé plusieurs fois sur Canal+ en 2010, et en salle du 3 au 9 mars 2010, au cinéma Jeanne Moreau à Clamart.
En 2015, en collaboration avec Isabelle Grellat et Éric et Nicolas Altmayer, elle commence le tournage de son premier long-métrage Cigarettes et Chocolat chaud, dont l'univers et le point de départ se révèlent autobiographiques. Les acteurs principaux sont Gustave Kervern, Camille Cottin, Héloïse Dugas et Franck Gastambide.
Le film, salué par la critique, est sorti en salle le 14 décembre 2016 en France. Il est nommé au César du meilleur premier film, l'année suivante.
En 2021, elle réalise 4 épisodes de Weekend family, première série française de la plate-forme Disney+ produit par Éléphant international en collaboration avec Pierre-François Martin. Elle monte, au printemps 2022, le nouveau film du réalisateur new-yorkais Ira Sachs, Passages, (avec Adèle Exarchopoulos, Franz Rogowski, Ben Whishaw) produit par Saïd Ben Saïd. C'est leur seconde collaboration.
Elle écrit ses prochains projets de réalisation : l'adaptation du livre de Maria Pourchet, Champion (un teen movie qui se situe dans les années 90) en co-écriture avec Ramata Toulaye Sy et Going Under, de Ray French, produit par Chapka films (Laetitia Galitzine) et Windy production (Carole Lambert), co-écrit avec Gladys Marciano.

## Filmographie

### Comme monteuse

#### Courts métrages
- 1997 : In vino veritas de Franck Calderon, Karé Productions
- 1997 : Ra, de Patrick Bittar, Azalé
- 1997 : L'Île aux trésors, de Louise Thermes, Local Films
- 1997 : Supplica de Franck Llopis, Big-Bang Productions
- 1998 : Générique de Xavier de Choudens, Loreleï
- 1998 : Jour de chance de Roger Walter, Lunik Productions
- 1998 : Les Mains de Violeta de Lucia Sanchez, Local Films
- 1999 : Tête-à-tête de Jean-Marc Brondolo, Magouric Productions
- 1999 : Les pierres qui tombent du ciel d’Isabelle Ponnet, Eolis Productions
- 2000 : C'est pas si compliqué de Xavier de Choudens, Loreleï
- 2000 : Pique-nique de Éric Théobald, Agence BJP
- 2000 : Les Brigands de Jérôme Le Maire, Audience(s) - Collection Lazennec Tout Court
- 2001 : HK de Xavier de Choudens, Agat Films & Cie - Ex Nihilo
- 2002 : Le Secret de Lucie de Louise Thermes, Paris-Brest Productions
- 2002 : À ta place d’Agathe Teyssier, 4 A 4 Productions
- 2002 : Il était une « foi », de Natalie Aussant, 7ème Heart Productions
- 2002 : Les tiqueurs de Philippe Locquet, Extravaganza
- 2003 : Mitterrand est mort d'Hedi Sassi, Capharnaüm Production
- 2003 : Paraboles de Rémi Bezançon, Mandarin Production
- 2005 : 00h17 de Xavier de Choudens, Agat Films & Cie - Ex Nihilo
- 2005 : Les Voiliers du Luxembourg de Nicolas Engel, Les Films du Bélier
- 2005 : Les Volets de Lyèce Boukhitine, Les Fées Productions
- 2009 : Les Filles d’Anna Mouglalis, Sofilles Productions

#### Longs métrages
- 2000 : Voyous Voyelles de Serge Meynard, Ocelot Productions
- 2002 : La Chatte à deux têtes de Jacques Nolot, Elia Films
- 2004 : Frères de Xavier de Choudens, Agat Films & Cie - Ex Nihilo
- 2004 : La Première Fois que j'ai eu 20 ans de Lorraine Levy, Arena Films
- 2004 : Trouble involontaire convulsif de Philippe Locquet, Extravaganza
- 2005 : Ma vie en l'air de Rémi Bezançon, Mandarin Production
- 2006 : Le Temps des porte-plumes de Daniel Duval, Elia Films
- 2006 : Mes copines de Sylvie Ayme, Récifilms
- 2007 : Mélodie de la dernière pluie de Xavier de Choudens, De Films en Aiguille
- 2007 : Avant que j'oublie de Jacques Nolot, Elia Films
- 2008 : J'ai toujours rêvé d'être un gangster de Samuel Benchetrit, Fidélité Films
- 2008 : Le Premier Jour du reste de ta vie de Rémi Bezançon, Mandarin Films
- 2008 : Mes amis, mes amours, de Lorraine Levy, FEW (Farrugia Entertainment Worldwide) - Barbès Films Compagnie
- 2009 : Cyprien de David Charhon, Serenity Films
- 2010 : Joseph et la Fille de Xavier de Choudens, Thelma Films, Cine Nomine
- 2011 : Toi, Moi, les autres d’Audrey Estrougo, Fidélité Films
- 2011 : Chez Gino de Samuel Benchetrit, Fidélité Films
- 2011 : Un heureux événement de Rémi Bezançon, Mandarin Films
- 2012 : Zarafa de Rémi Bezançon et Jean-Christophe Lie, Prima Linea Productions
- 2012 : Populaire de Régis Roinsard, Les Productions du trésor, (co-montage avec Laure Gardette)
- 2013 : Foxfire de Laurent Cantet, Haut et Court (en co-montage avec Robin Campillo)
- 2014 : My Sweet Pepper Land d'Hiner Saleem, Agat Films & Cie - Ex Nihilo
- 2014 : Conversation animée avec Noam Chomsky de Michel Gondry, Partizan
- 2014 : La French de Cédric Jimenez, Légende
- 2016 : Dégradé de Tarzan Abunasser et Arab Abunasser, Les Films du Tambour
- 2018 : Gueule d'ange de Vanessa Filho, Windy films, Moana films
- 2018 : Damien veut changer le monde de Xavier de Choudens, agat films
- 2019 : Frankie d'Ira Sachs, SBS
- 2019 : La Fameuse Invasion des ours en Sicile de Lorenzo Mattotti
- 2020 : Gagarine de Fanny Liatard et Jérémy Trouilh , Haut et Court  (supervision montage)
- 2021 : Suprêmes d'Audrey Estrougo, Nord-Ouest Production
- 2021 : Une femme du monde de Cécile Ducrocq, Domino Films
- 2022 : Hommes au bord de la crise de nerfs d'Audrey Dana, Curiosa Films
- 2022 : Passages d'Ira Sachs, SBS Production , sélectionné à Sundance 2023, Berlin 2023
- 2023 : Le Consentement de Vanessa Filho, Windy prod, Moana prod (co-montage)

### Télévision
- 2020 : The Eddy, réalisé par Damien Chazelle (ep. 7 & 8 Alan Poul )
- 2022: Tout va bien,(série télévisée) de Camille de Castelnau (ep. 3 & 4 Xavier Legrand), produit par Maui Production

### Comme réalisatrice
- 2009 : Jeanine (ou mes parents n'ont rien d'exceptionnel) Mandarin Films (court métrage)
- 2016 : Cigarettes et Chocolat chaud, Mandarin Films
- 2022 : Week-End Family (épisodes 4 à 8), Disney+
- 2023 : Bénie soit Sixtine, roman de Maylis Adhemar, produit par STORIA TV pour France tv

## Distinctions
- 2009 : César du meilleur montage pour Le Premier Jour du reste de ta vie de Rémi Bezançon
- 2016 : Prix des Enfants Terribles du Meilleur long métrage au Festival international du film de Gijon pour Cigarettes et chocolat chaud
- 2016 : Prix du public au Festival de Cahors - Cinédélices pour Cigarettes et chocolat chaud
- 2016 : Prix The Career Achievement Award The WIFTS Foundation International Visionary Awards
- 2016 : en compétition officielle au Festival du film francophone d'Angoulême
- 2017 : nomination aux Césars du cinéma du meilleur premier film pour Cigarettes et chocolat chaud
- 2024: compétition au Festival de la fiction (La Rochelle) pour Bénie soit sixtine